# Román Chalbaud
Román Chalbaud, né le 10 octobre 1931 à Mérida et mort le 12 septembre 2023 à Caracas, est un scénariste, réalisateur et producteur vénézuélien.

## Biographie
Román Chalbaud a développé une grande activité artistique sous des formes diverses durant plus de quarante ans. À dix-sept ans, il rédige régulièrement des critiques de cinéma et de théâtre pour la revue littéraire El Nacional. À vingt ans, il présente un programme à la télévision nationale et fonde en 1967 El Nuevo Grupo.
Entre 1953 et 1990, il écrit 17 pièces de théâtre tout en développant en parallèle son activité cinématographique qui débuta avec le film Cain adolescente, l'une de ses œuvres théâtrales.
Il est le premier Vénézuélien à avoir reçu les prix nationaux de théâtre (1984) et de cinéma (1990)

## Filmographie

### Comme réalisateur
- 1959 : Caín adolescente (es)
- 1963 : Cuentos para mayores (es)
- 1971 : Barbara (série télévisée)
- 1972 : Sacrificio de mujer (série télévisée)
- 1972 : La Doña (série télévisée)
- 1974 : La quema de Judas (es)
- 1975 : Sagrado y obsceno
- 1977 : El pez que fuma
- 1978 : Carmen, la que contaba 16 años (es)
- 1979 : El rebaño de los ángeles (es)
- 1979 : Bodas de papel (es)
- 1982 : Cangrejo (es)
- 1983 : La gata borracha (es)
- 1984 : Cangrejo II (es)
- 1985 : Ratón de ferretería (es)
- 1986 : Manón (es)
- 1987 : La oveja negra
- 1989 : Cuchillos de fuego (es)
- 1990 : El corazón de las tinieblas (es)
- 1991 : Joseph Conrad (feuilleton TV)
- 1996 : El Perdón de los pecados (série télévisée)
- 1997 : Pandemonium, la capital del infierno (es)
- 2000 : Amantes de Luna Llena (série télévisée)
- 2001 : Guerra de mujeres (série télévisée)
- 2002 : Las González (série télévisée)
- 2005 : El Caracazo (es)
- 2009 : Zamora, tierra y hombres libres (es)
- 2011 : Días de poder (es)
- 2017 : La planta insolente (en)

### Comme scénariste
- 1972 : Cuando quiero llorar no lloro
- 1987 : La Oveja negra
- 1989 : Cuchillos de fuego
- 1997 : Pandemonium, la capital del infierno
- 2002 : Aguas turbulentas.

### Comme producteur
- 2005 : El Caracazo.